# Kirysek spiżowy
Kirysek spiżowy, kirysek metaliczny (Corydoras aeneus) – gatunek ryby sumokształtnej z rodziny kiryskowatych (Callichthyidae). Bywa hodowany w akwariach. Opisywany początkowo jako odrębny gatunek – kirysek złocisty został uznany za synonim Corydoras aeneus.

## Występowanie
Ameryka Południowa, od Kolumbii i Trynidadu do estuarium La Plata.

## Opis
Ryba o spokojnym i łagodnym nastawieniu do innych gatunków ryb. Doskonale nadaje się do akwarium ogólnego. Jest rybą płochliwą. Spłoszone kiryski chowają się w ciemniejszych zakątkach akwarium i wśród roślin. Są bardzo pożyteczne, ponieważ wyjadają z dna pozostałości pokarmu. Kiryski spiżowe dorastają do ok. 6–7 cm.

## Dymorfizm płciowy
Samica jest większa od samca. Posiada kieszonkę na brzuchu, którą tworzą jej płetwy brzuszne.

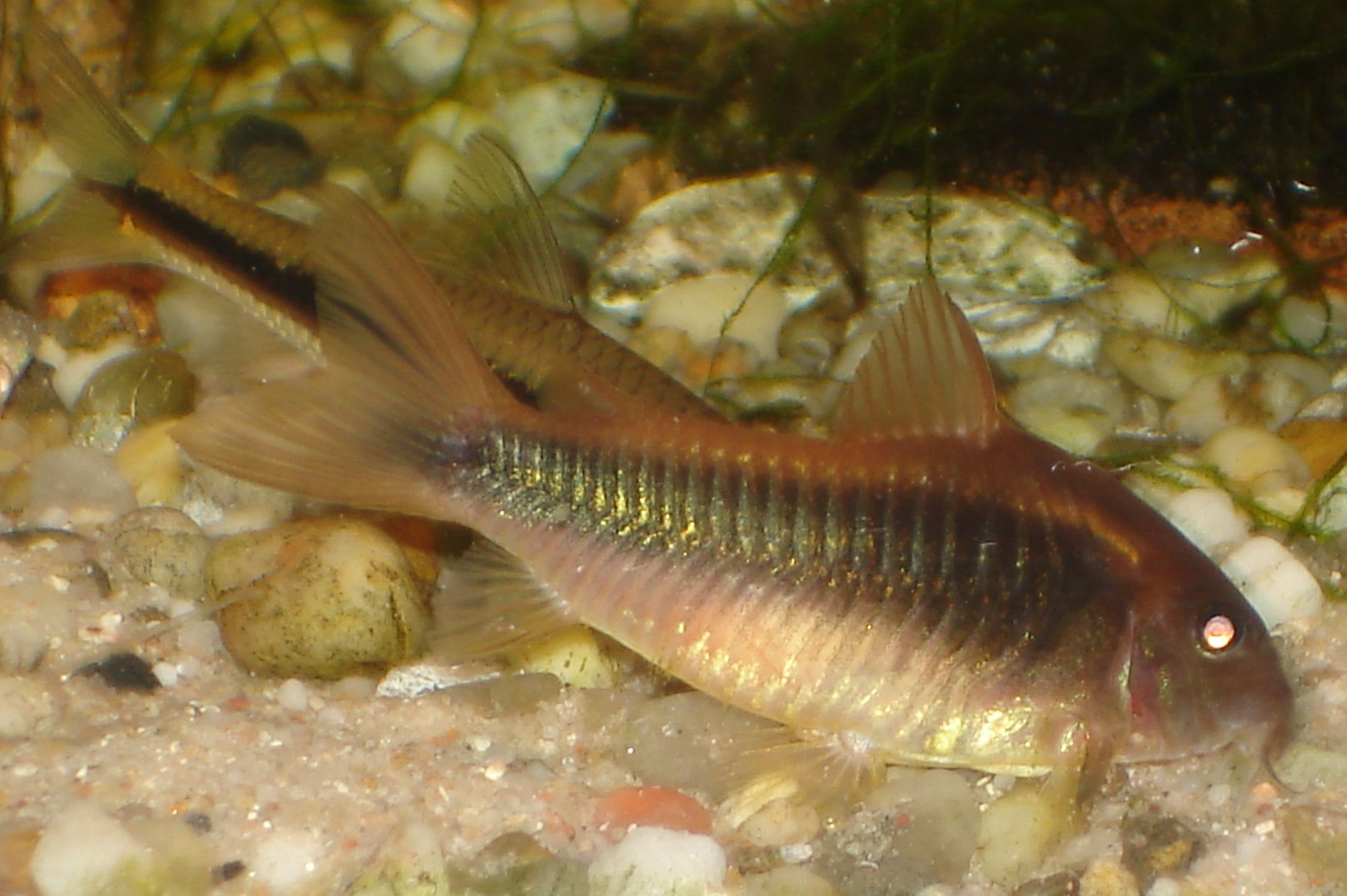
Samica
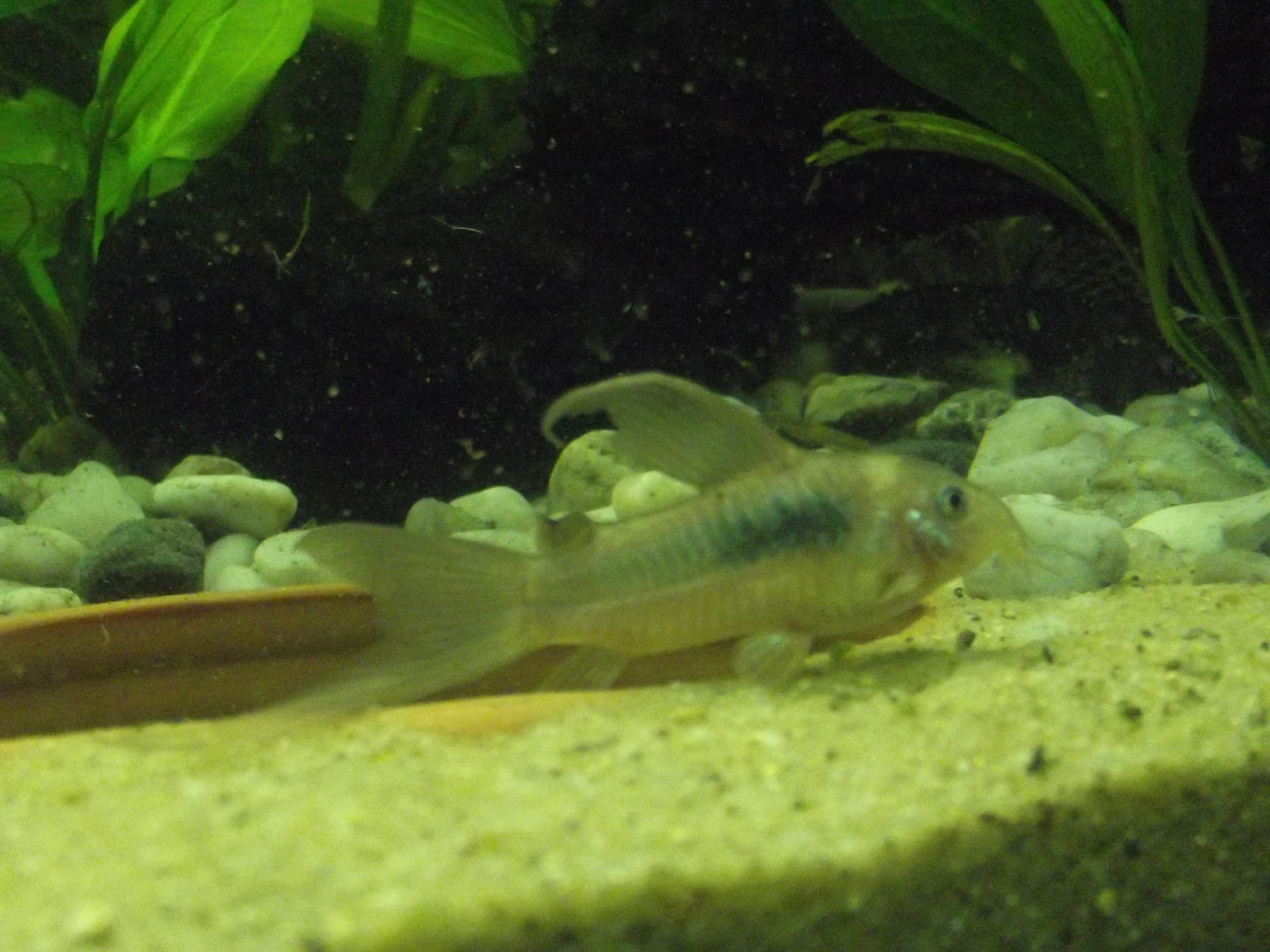
Samiec

## Hodowla
Optymalna temperatura wody dla niej wynosi 24–27 °C (znosi również niższe temperatury). Ważne jest odpowiednie napowietrzanie oraz czystość wody. Dobrze jest, gdy wymieni się jej raz w tygodniu ok. 10–20%. Twardość wody, jaką preferuje, to woda od miękkiej do średnio twardej, czyli od 2–25 Gh. pH powinno wynosić od 6–8. Kirysek jest rybą stadną, więc najlepiej pielęgnować stado złożone z co najmniej pięciu osobników. Akwarium powinno mieć co najmniej 80 l pojemności.
Najlepiej czują się w akwarium, w którym znajdują się rośliny, żwir i drobne kamienie (przekopują podłoże w celu znalezienia pokarmu). Przy urządzaniu dna zbiornika należy zwrócić uwagę na dobór kamieni – nie powinny mieć ostrych krawędzi, gdyż kiryski żerujące wśród ostrych kamieni są narażone na uszkodzenie delikatnych wąsików.

## Rozmnażanie
Do tarła przystępują łatwo. Do akwarium tarliskowego należy odłowić 1 samicę i 2–3 samce. Samica składa ikrę na twardym podłożu (często po kilka ziaren, na szybie akwarium). Zaraz po tarle usuwa się dorosłe osobniki.